# راينميتال
راينميتال (بالألمانية: Rheinmetall) شركة ألمانية للصناعات الدفاعية مقرها في دوسلدورف في غرب ألمانيا. تأسست الشركة في عام 1889 وهي متخصصة في صنع المدافع.

## معرض صور

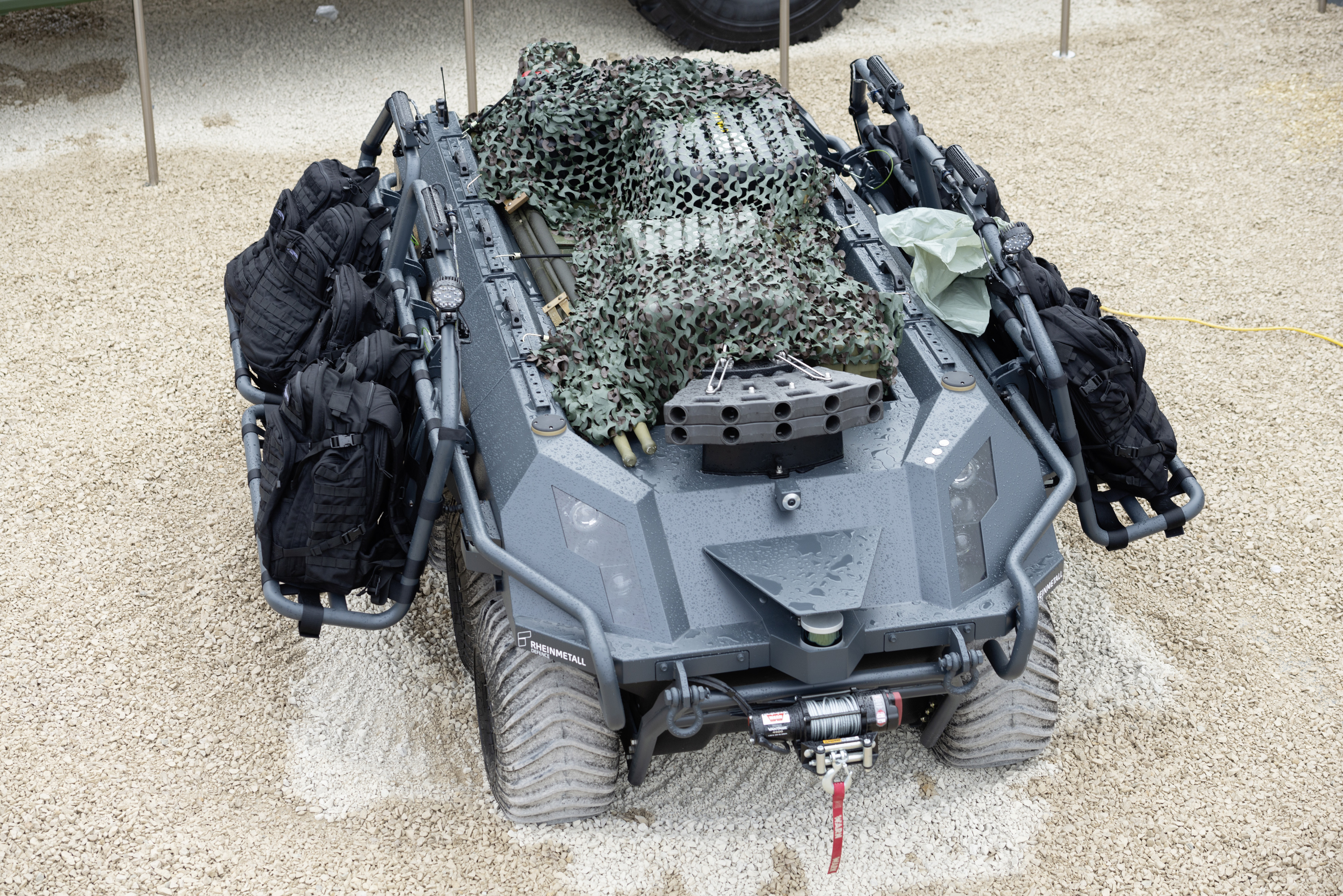
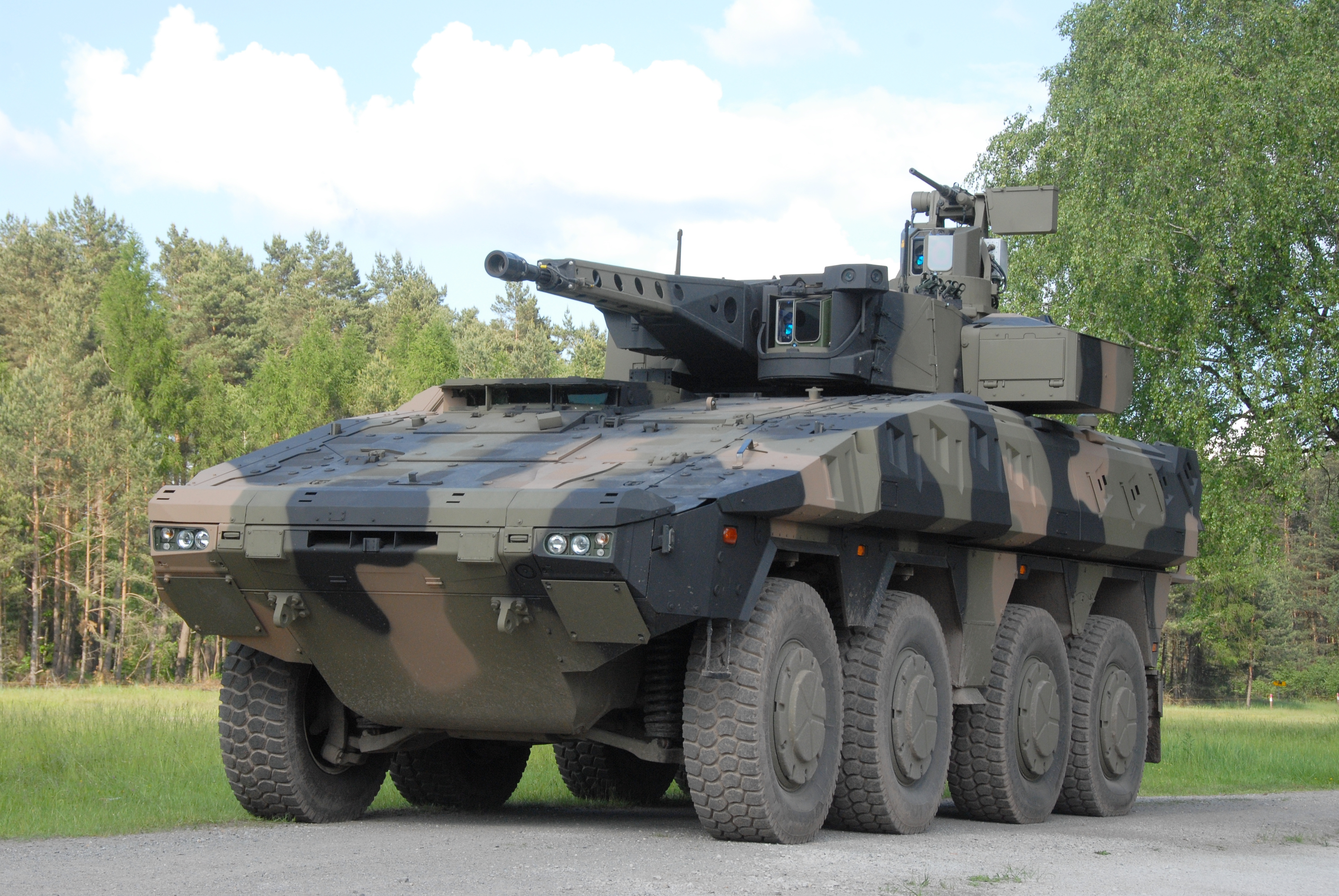
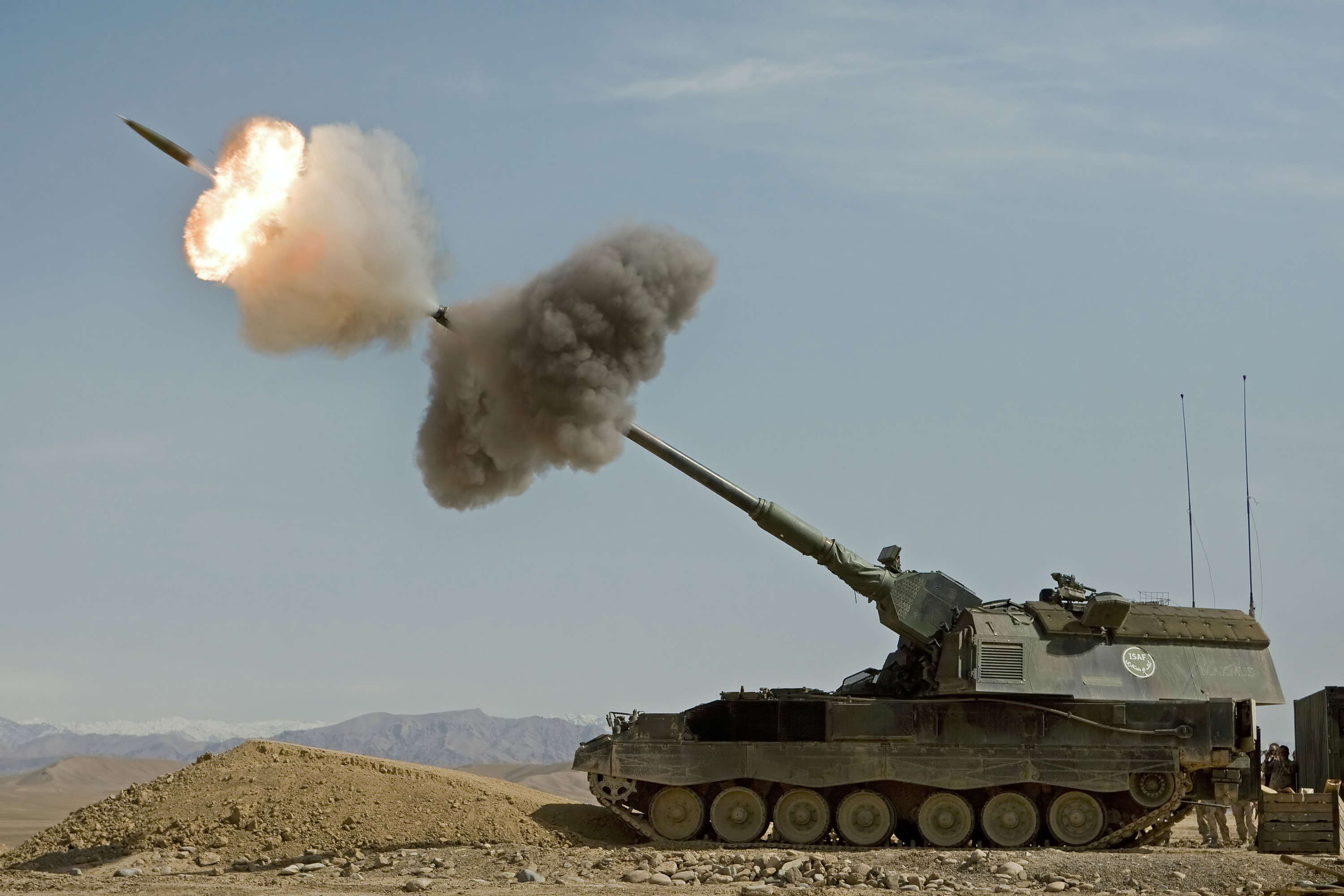
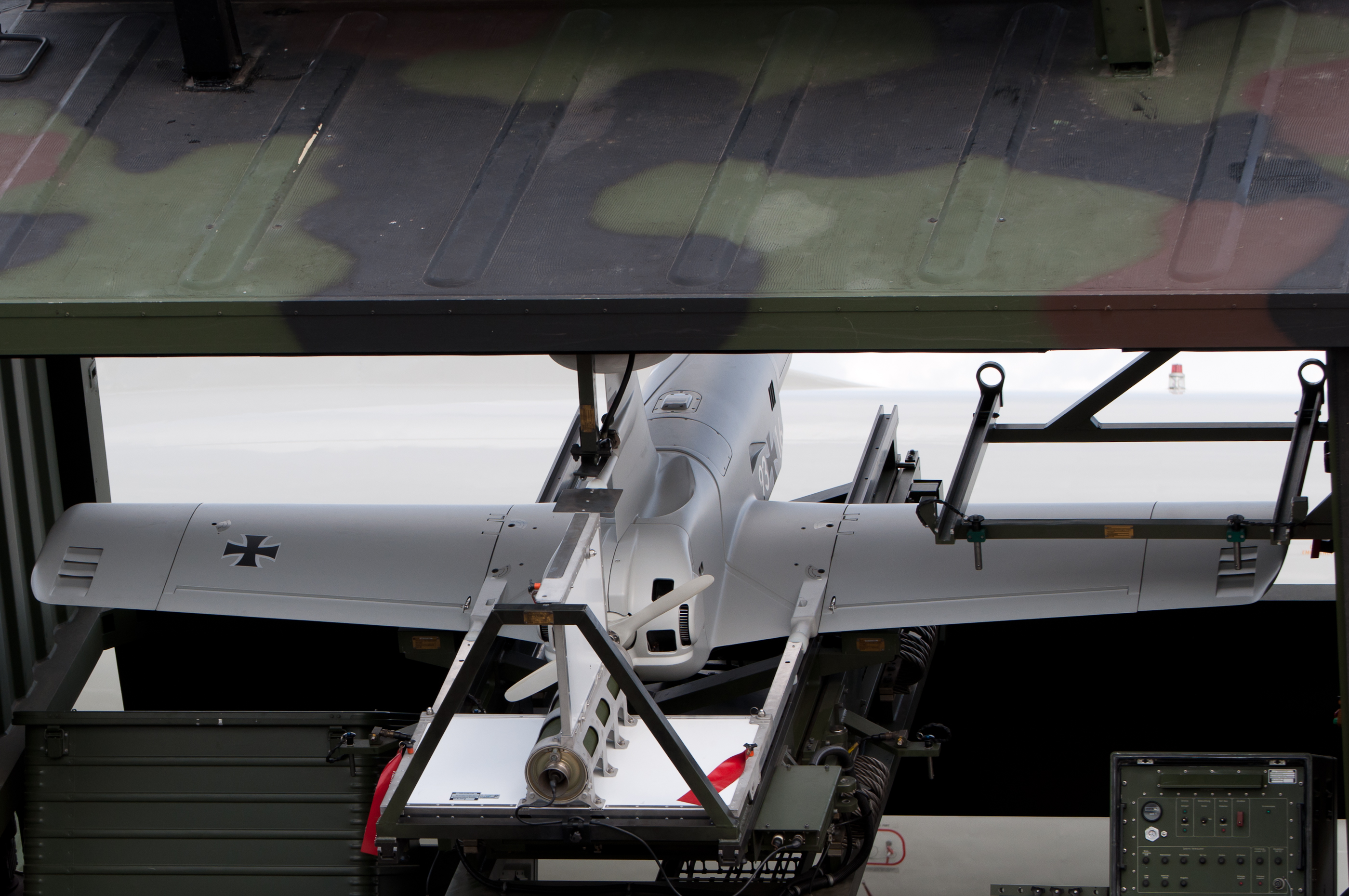
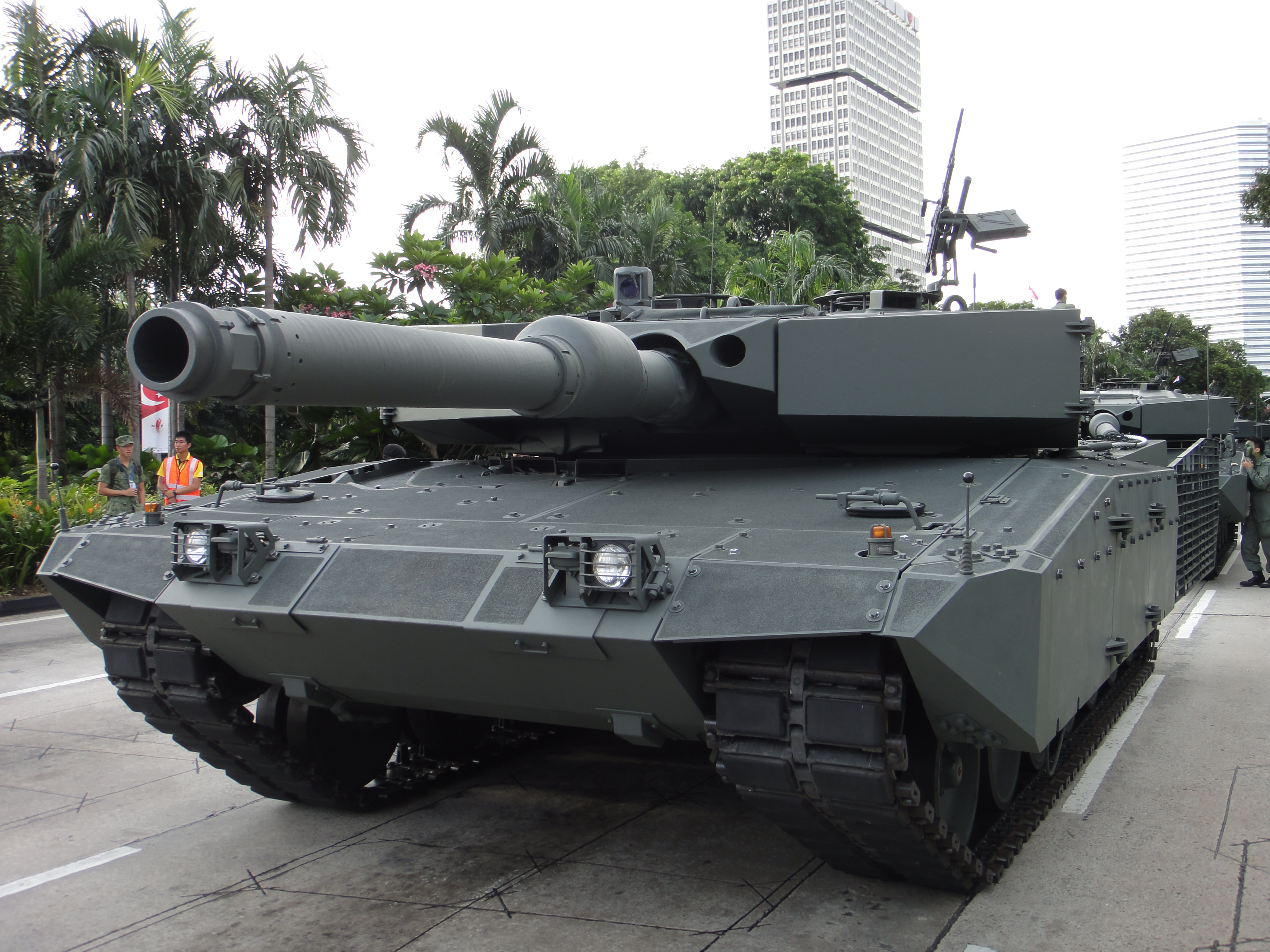
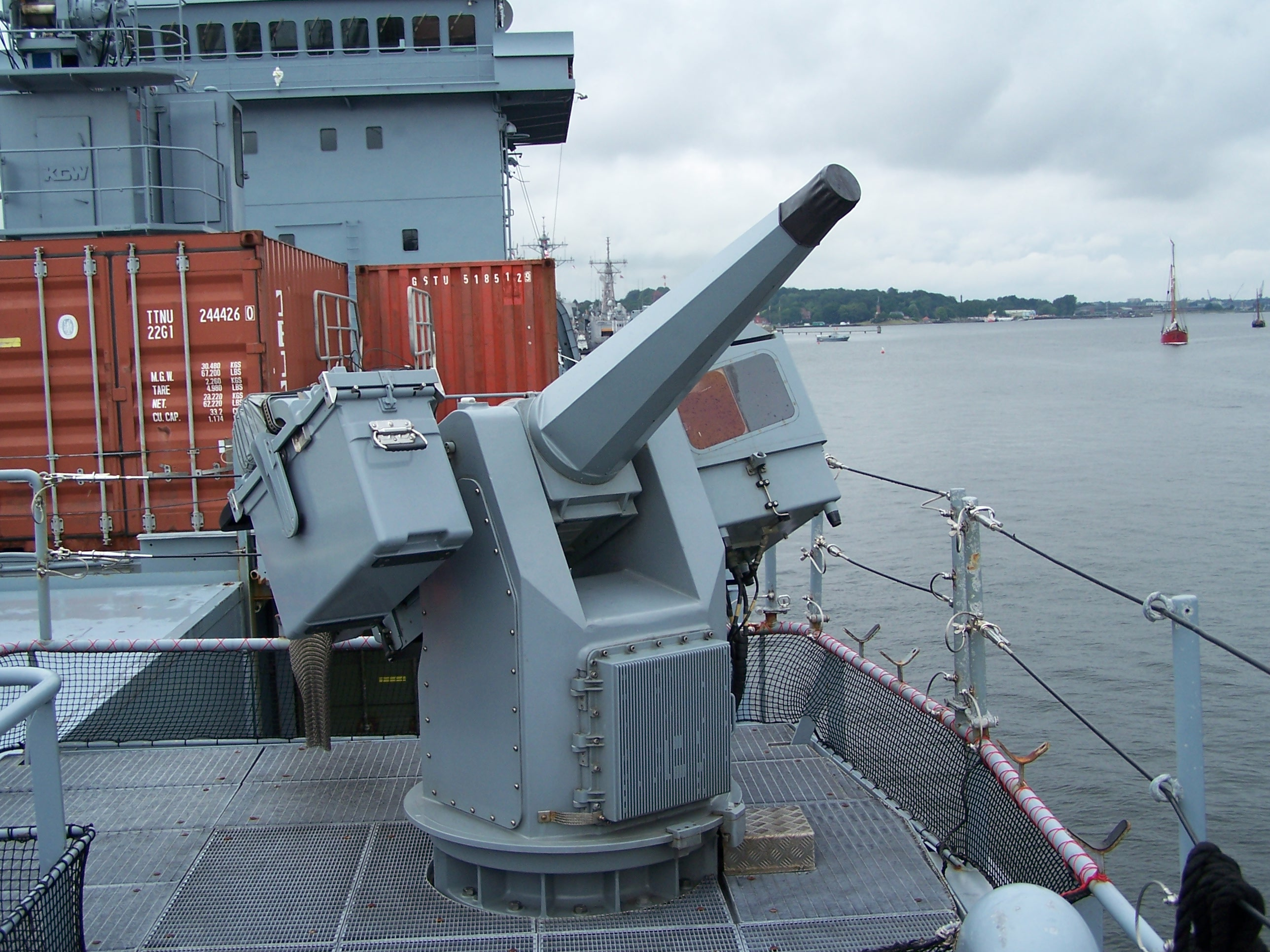